# SAI Ambrosini
Pour les articles homonymes, voir Ambrosini.
La Società Aeronautica Italiana (SAI) est une entreprise italienne fondée en 1922 à Passignano, sur le lac Trasimène (Ombrie) en Italie. Elle a fermé en 1992.

## De l'école à la construction d'avions

Plans du SAI P512

C’était à l’origine une importante école d’hydraviation, mais elle voisinait avec le terrain d’aviation de Castiglione del Lago, centre des essais en vol italien. En 1934 SAI fusionna avec le Studio Tecnico Commerciale Ing. Angelo Ambrosini, qui fournissait à l’industrie aéronautique italienne des instruments de vol, des hélices, etc. La SAI Ambrosini s’attacha les services de l’ingénieur Sergio Stefanutti et se spécialisa alors dans la réalisation d’avions légers à hautes performances, dont le SAI SS4. Un avion léger, le SAI 7, établit en 1939 un record international de vitesse, attirant l’attention de la Regia Aeronautica. Il servit au développement des chasseurs SAI-107, SAI 207 et SAI 403 Dardo, qui ne furent pas produits en grande série. Durant la guerre SAI Ambrosini a construit donc sous licence des Macchi M.C.200 et Macchi M.C.202.

## Reconversion
La guerre terminée furent réalisés des avions de tourisme et de sport, un planeur et le premier avion supersonique italien. Dans les années 1960 des études d’avions sans pilote ne donnèrent pas lieu à réalisation, mais SAI Ambrosini se spécialisa alors dans la construction navale, et tout particulièrement les coques en alliage. Elle a donc produit l’Azzurra, premier prétendant italien à la Coupe de l'America, la version en alliage du Moro de Venezia, le Yena qui se fait remarquer dans l’épreuve du Fastnet en 1979, etc. Avec le Longobarda SAI Ambrosini accèda à la construction en matériaux composites et le Silveray était un off-shore (en) très performant. 
SAI Ambrosini a fermé ses portes en 1992. 

## Des montres de précision
En 2003 la firme T.A. (Tecnologie d’Avanguardia), sous l’impulsion des frères Giovanni Sebastiano et Gian Luca Giannotti, a créé une marque de montres techniques de précision, SAI Ambrosini, se référant à l’origine d’équipementier de la firme.